# Vesterport (Faaborg)
 For alternative betydninger, se Vesterport. (Se også artikler, som begynder med Vesterport)
Vesterport er en middelalderlig byport i Faaborg på det sydvestlige Fyn. Den er det eneste, som er tilbage af byens gamle befæstning og byporte. Det er desuden den ene af de to tilbageværende byporte i Danmark, som er bevaret fra middelalderen. Den anden er Mølleporten i Stege på Møn.
Bygningen fungerede som byport op i 1800-tallet, hvor der skulle betales afgifter for varer. Den er i dag fredet.

## Historie
Vesterport er opført i slutningen af 1400-tallet, sandsynligvis omkring 1470, hvor den var en del af byens bymur og fæstningsanlæg. Der var omkring seks porte i byen på dette tidspunkt, men kun Vesterport var af sten, da denne var hovedvejen ind i byen, mens de andre var opført i træ.
I 1670 indførte Christian 5. accise på varer, der blev taget ind i byen til salg, hvorved den blev gjort til toldbod.
Flere gange var bygningen været truet af nedrivning, men da der manglede finansiering til processen er det aldrig blevet realiseret. I 1745 anbefalde byfogeden, at man skulle rive porten ned, og i stedet bruge stenene til andre byggerier i byen. Igen i 1806 tilbød købmanden Simon Hempel Ploug, der var nabo til bygningen, 100 rigsdaler til kommunekassen, for at få den revet ned, men dette lykkedes heller ikke.
I 1839 blev bygningen ombygget lidt. Porten blev låst af om natten frem til 1851 for at regulere handlen der foregik i byen, og helt frem til 1857 skulle der betales afgift for de varer, som man medbragte ind i byen. I 1879 blev Vesterport restaureret, hvor man erstattede et lag puds med cement. I samme omgang blev porten udvidet, så det var muligt at føre større vogne igennem.
I 1917 blev bygningen atter renoveret, hvorved den fik det udseende den har i dag.

## Beskrivelse
Bygningen er opført i munkesten med et sadeltag i røde tegl. Begge gavle er kamtakkede. Stueetagen domineres af rundbuede port, der går hele vejen igennem bygningen, og gennemgangen dækker det meste af bredden. Første sal har ét rundbuet vindue på den ene side og to på den anden, mens anden sal har to vinduer på begge sider.